# رفتار حرفه ای
رفتار حرفه ای زمینه تنظیم مقررات مربوط به افراد حرفه ای است که تحت اختیارات قانونی یا قراردادی فعالیت می‌کنند.
از نظر تاریخی، رفتار حرفه ای کاملاً توسط نهادهای حرفه ای خصوصی ایجاد شده‌است. این ارگانها معمولاً برای راهنمایی اعضای خود، مرام‌نامه و مقررات اخلاقی ایجاد می‌کنند.
در مناطقی خاص، که منافع عمومی در آن به شدت مورد توجه قرار گرفته‌است، قوانینی تصویب شده‌است، یا جایگزین مقررات حرفه ای با قانونی، یا به نوعی نظارت بر بدنه حرفه ای توسط یک نهاد قانونی شده‌است.

## اتحادیه اروپا
شورای کانون‌های وکلا و انجمن‌های حقوقی اروپا (CCBE) نماینده وکلای اروپایی از طریق کانون‌های عضو و انجمن‌های حقوقی از ۳۱ کشور عضو کامل و ۱۱ کشور عضو دیگر و ناظر است. CCBE منشوری از اصول اصلی حرفه حقوقی اروپا و آیین‌نامه رفتار برای وکلای اروپایی صادر کرده‌است. فعالیت‌ها شامل کمیته اخلاق وظیفه‌گرا و کارگروه بیمه غرامت حرفه ای است.
شورای اروپایی مهندسین عمران (ECCE) با هدف ارتقاء بالاترین استانداردهای فنی و اخلاقی، ارائه منبعی از مشاوره بی‌طرف و نیز ترغیب همکاری با سایر سازمان‌های اروپایی در صنعت ساخت و ساز یک آیین‌نامه رفتار اروپایی حرفه مهندسی عمران و رویه‌های انضباطی قابل اجرا در سراسر اتحادیه تدوین می‌کند. سایر فعالیتها شامل تهیه مروری بر حرفه مهندسی عمران در اروپا است، به عنوان مثال، تقاضای بیمه مسئولیت.
شورای نقشه برداران ژئودزیکی اروپا (CLGE) نماینده منافع حرفه نقشه‌برداری ژئودزیک در بخش خصوصی و دولتی از ۳۱ کشور اروپاست. از سپتامبر ۲۰۰۹، CLGE کد رفتاری ناظر اروپایی را تصویب کرد و روند تصویب را در بین اعضا آغاز کرد. این کار به شدت توصیه می‌کند که نقشه برداران اروپایی از بیمه غرامت حرفه ای برخوردار باشند.